# Im Soo-jung
Đây là một tên người Triều Tiên, họ là Im.
Im Soo-jung, hay còn được gọi là Im Soo-jeong, hoặc Im Su-jeong (sinh ngày 11 tháng 07 năm 1979) là một nữ diễn viên người Hàn Quốc.

## Sự nghiệp
Năm 2003, Thành công lớn bước đầu của một nữ diễn viên trẻ đã đến với Soo-Jung khi cô lần lượt đạt được 5 giải Nữ Diễn viên Mới Xuất Sắc (Best New Actress) của 5 liên hoan phim khác nhau với bộ phim " A Tale of Two Sisters (2003)".
Năm 2004, sự nghiệp diễn xuất của Soo-jung đã bước sang một ngưỡng cửa mới với vai diễn "Song Eun Chae" trong "Xin Lỗi, Anh Yêu Em" (cùng với nam diễn viên So Ji-Sub),bộ phim nhanh chóng tạo nên cơn sốt trên khắp châu Á và nhiều nước trên thế giới, Soo-Jung chính thức trở thành một ngôi sao, cùng với bộ phim, cô đã nhận được rất nhiều giải thưởng lớn tại liên hoan phim KBS Drama Awards 2004.
Sự ngây thơ, trong sáng của cô là tiền đề để Soo-Jung tiếp tục đảm nhiệm vai nữ chính trong " Người Điên Yêu" (I'm A Cyborg, But That's Ok) (2006), cùng với ca sĩ- diễn viên Bi-Rain...
Với nhan sắc nhỏ hơn tuổi của cô rất nhiều nên phần lớn những bộ phim mà Soo-Jung đóng hầu hết là vai dưới tuổi 20. Những năm gần đây Soo-Jung đã bắt đầu đóng những bộ phim "người lớn" hơn như: Sad Movie (2005), Happiness (2007), Come Rain, Come Shine (2011)...và mới đây nhất là bộ phim All About My Wife (2012),sẽ chính thức ra rạp trong năm.

## Phim điện ảnh
- El Fin del Mundo (phim ngắn, 2012)
- All About My Wife (2012)
- Come Rain, Come Shine (2011)
- Finding Mr. Destiny (2010)
- Jeon Woo Chi (2009)
- Phuket (phim ngắn Thái Lan, 2009)
- I'm a Cyborg, But That's OK (2007)
- Happiness (2007)
- Lump Sugar (2006)
- Sad Movie (2005)
- ...ing (2003)
- A Tale of Two Sisters  (2003)
- The Romantic President (2002)
- Cobweb (2023)
- Single In Seoul (2023)

## Phim truyền hình
- Góc khuất học đường (2021)
- Phẩm chất quý cô (2019)
- Vũ khí nhà văn (2017)
- Xin lỗi, anh yêu em (Best Drama KBS, 2004)
- School 4 (KBS, 2001)

## Video âm nhạc đã tham gia
- I'm Sorry (Kim Jang-hoon) (2001)
- Deep Sadness (Y2K) (2001)

## Show truyền hình đã tham gia
- Star Date (KBS, 2012)...

## Giải thưởng
- 2012 Blue Dragon Awards: Best Actor (All about my wife)
- 2010 Director's Cut Awards: Cinema Angel recipient
- 2006 Premiere Rising Star Awards: Best Actress
- 2004 KBS Drama Awards: Best Couple Award with So Ji-sub (I'm Sorry, I Love You)
- 2004 KBS Drama Awards: Netizen Award (I'm Sorry, I Love You)
- 2004 KBS Drama Awards: Popularity Award (I'm Sorry, I Love You)
- 2004 KBS Drama Awards: Best New Actress (I'm Sorry, I Love You)
- 2004 Fantasporto Film Festival: International Fantasy Film Best Actress (A Tale of Two Sisters)
- 2003 Blue Dragon Film Awards: Best New Actress (A Tale of Two Sisters)
- 2003 AKOFIC Awards: Best New Actress (A Tale of Two Sisters)
- 2003 Korean Film Awards: Best New Actress (A Tale of Two Sisters)
- 2003 Pusan Film Critics Awards: Best New Actress (A Tale of Two Sisters)
- 2003 Director's Cut Awards: Best New Actress (A Tale of Two Sisters)
- 1998 CeCi Magazine Model Contest Winner